# Artoria taeniifera
Artoria taeniifera är en spindelart som beskrevs av Simon 1909. Artoria taeniifera ingår i släktet Artoria och familjen vargspindlar. Inga underarter finns listade i Catalogue of Life.